# Камень (гміна, Ряшівський повіт)
Гміна Камень (пол. Gmina Kamień) — сільська гміна у східній Польщі. Належить до Ряшівського повіту Підкарпатського воєводства.
Станом на 31 грудня 2011 у гміні проживало 7009 осіб.

## Територія
Згідно з даними за 2007 рік площа гміни становила 73.21 км², у тому числі:
- орні землі: 69.00%
- ліси: 26.00%

Таким чином, площа гміни становить 6.01% площі повіту.

## Населення
Станом на 31 грудня 2011:
| Опис     | Загалом | Загалом | Чоловіки | Чоловіки | Жінки | Жінки |
| -------- | ------- | ------- | -------- | -------- | ----- | ----- |
| одиниця  | осіб    | %       | осіб     | %        | осіб  | %     |
| все      | 7009    | 100     | 3519     | 50.21    | 3490  | 49.79 |
| міське   | 0       | 100     | 0        |          | 0     |       |
| сільське | 7009    | 100     | 3519     | 50.21    | 3490  | 49.79 |

## Солтиства
Камєнь (солтиства: Камєнь-Ґурка, Камєнь-Подлєсє, Камєнь-Прусіна, Кшива Вєсь), Нови Камєнь, Ловіско.
Село без статусу солтиства: Морґі.

## Історія
1 серпня 1934 р. було створено об'єднану сільську гміну Камень в Нисківському повіті Львівського воєводства. До неї увійшли сільські громади: Камєнь, Лентовня, Ловіско, Нови Камєнь і Вулька Лентовска.

## Сусідні гміни
Гміна Камень межує з такими гмінами: Єжове, Нова Сажина, Раніжув, Соколів-Малопольський.